# Возлюбленная вампира
«Возлюбленная вампира» (итал. L'amante del vampiro) — итальянский чёрно-белый фильм ужасов 1960 года режиссёра Ренато Польселли. Первый итальянский фильм о вампирах.

## Сюжет
Группа молодых балерин попадает в старый замок, в котором, как выясняется позднее, обитают вампиры.

## В ролях
- Элен Реми — Луиза
- Мария Луиза Роландо — графиня Огда
- Тина Глориани — Франческа
- Уолтер Бранди — Люка
- Джино Турини — профессор

## Критика
Как отмечал Луис Поль в своей книге Italian Horror Film Directors, фильм сочетает в себе вампирскую тематику с открытой сексуальной эстетикой, а порой и обнажёнкой. Поль также отмечает, что на создание подобного, погружённого в привлекательную атмосферу с пышногрудыми актрисами в главных ролях, фильма Польселли, вероятно, вдохновили вампирские фильмы киностудии Hammer Films.